# Чемпіонат світу з легкої атлетики 2022 — естафетний біг 4×100 метрів (жінки)
Змагання з естафетного бігу 4×100 метрів серед жінок на Чемпіонаті світу з легкої атлетики 2022 в Юджині відбулись 22 та 23 липня на стадіоні «Гейворд Філд».

## Напередодні старту
Основні рекордні результати на початок змагань:
| WR | США Тіанна Бартолетта Еллісон Фелікс Б'янка Найт Кармеліта Джетер                    | 40,82 | Лондон    | 10 серпня 2012 |
| CR | Ямайка Вероніка Кемпбелл-Браун Наташа Моррісон Елейн Томпсон Шеллі-Енн Фрейзер-Прайс | 41,07 | Пекін     | 29 серпня 2015 |
| WL | Швейцарія Жеральдін Фрей Муджинга Камбунджі Саломе Кора Айла дель Понте              | 42,13 | Стокгольм | 30 червня 2022 |

## Результати

### Забіги
Умови кваліфікації до наступного раунду: перші три команди з кожного забігу (Q) та дві найшвидших за часом з тих, які посіли у забігах місця, починаючи з третього (q).
| 1  | 2 | США             | Мелісса Джефферсон   | Алея Гоббс           | Дженна Прандіні         | Тваніша Террі       | 41,56 | Q WL |
| 2  | 1 | Велика Британія | Аша Філіп            | Імані Лансіквот      | Ешлі Нельсон            | Дерілл Нейта        | 41,99 | Q WL |
| 3  | 1 | Ямайка          | Бріана Вільямс       | Наталія Вайт         | Ремона Берчелл          | Кемба Нельсон       | 42,37 | Q SB |
| 4  | 1 | Німеччина       | Татьяна Пінту        | Александра Бурґгардт | Джина Люкенкемпер       | Ребекка Гаазе       | 42,44 | Q SB |
| 5  | 2 | Іспанія         | Соня Моліна-Прадос   | Хаель Бестюе         | Паула Севілья           | Марія Ізабель Перес | 42,61 | Q NR |
| 6  | 2 | Нігерія         | Джой Удо-Габріель    | Фейвор Офілі         | Розмарі Чуквума         | Нзубечі Нвокоча     | 42,68 | Q SB |
| 7  | 2 | Італія          | Зейнаб Доссо         | Далія Каддарі        | Анна Бонджорні          | Вітторія Фонтана    | 42,71 | q NR |
| 8  | 2 | Швейцарія       | Жеральдін Фрей       | Сара Атчо            | Саломе Кора             | Айла дель Понте     | 42,73 | q    |
| 9  | 1 | КНР             | Лі Ге                | Ге Маньці            | Вей Юнлі                | Лян Сяоцзин         | 42,93 | SB   |
| 10 | 1 | Канада          | Крістал Еммануель    | Хаміка Бінем         | Жаклін Мадого           | Лея Бучанен         | 43,09 |      |
| 11 | 1 | Польща          | Магдалена Стефанович | Мартина Котвила      | Марика Попович-Драпала  | Ева Свобода         | 43,19 | SB   |
| 12 | 1 | Японія          | Аокі Масумі          | Кімісіма Аріса       | Кодама Мей              | Мікасе Мідорі       | 43,33 | NR   |
| 13 | 2 | Данія           | Метте Граверсгард    | Матільде Крамер      | Астрід Гленнер-Франдсен | Іда Карстофт        | 43,46 | NR   |
| 13 | 2 | Нідерланди      | Андреа Боума         | Зої Седней           | Мінке Бісхопс           | Наомі Седней        | 43,46 |      |
| 15 | 2 | Еквадор         | Юліана Анхуло        | Габріела Анаї Суарес | Ніколь Кайседо          | Ніколь Хазмін Чала  | 44,17 | SB   |
| 16 | 1 | Ірландія        | Джоан Гілі           | Адеємі Талабі        | Лорен Рой               | Сара Лігі           | 44,48 |      |

### Фінал
| 1 | США             | Мелісса Джефферсон | Еббі Штайнер         | Дженна Прандіні         | Тваніша Террі       | 41,14 | WL |
| 2 | Ямайка          | Кемба Нельсон      | Елейн Томпсон-Гера   | Шеллі-Енн Фрейзер-Прайс | Шеріка Джексон      | 41,18 | SB |
| 3 | Німеччина       | Татьяна Пінту      | Александра Бурґгардт | Джина Люкенкемпер       | Ребекка Гаазе       | 42,03 | SB |
| 4 | Нігерія         | Джой Удо-Габріель  | Фейвор Офілі         | Розмарі Чуквума         | Нзубечі Нвокоча     | 42,22 | AR |
| 5 | Іспанія         | Соня Моліна-Прадос | Хаель Бестюе         | Паула Севілья           | Марія Ізабель Перес | 42,58 | NR |
| 6 | Велика Британія | Аша Філіп          | Імані Лансіквот      | Діна Ашер-Сміт          | Дерілл Нейта        | 42,75 |    |
| 7 | Швейцарія       | Жеральдін Фрей     | Муджинга Камбунджі   | Саломе Кора             | Айла дель Понте     | 42,81 |    |
| 8 | Італія          | Зейнаб Доссо       | Далія Каддарі        | Анна Бонджорні          | Вітторія Фонтана    | 42,92 |    |

## Відео
- USA beats Jamaica in dramatic women's 4x100m relay на YouTube